# 佩列瓦利斯克區

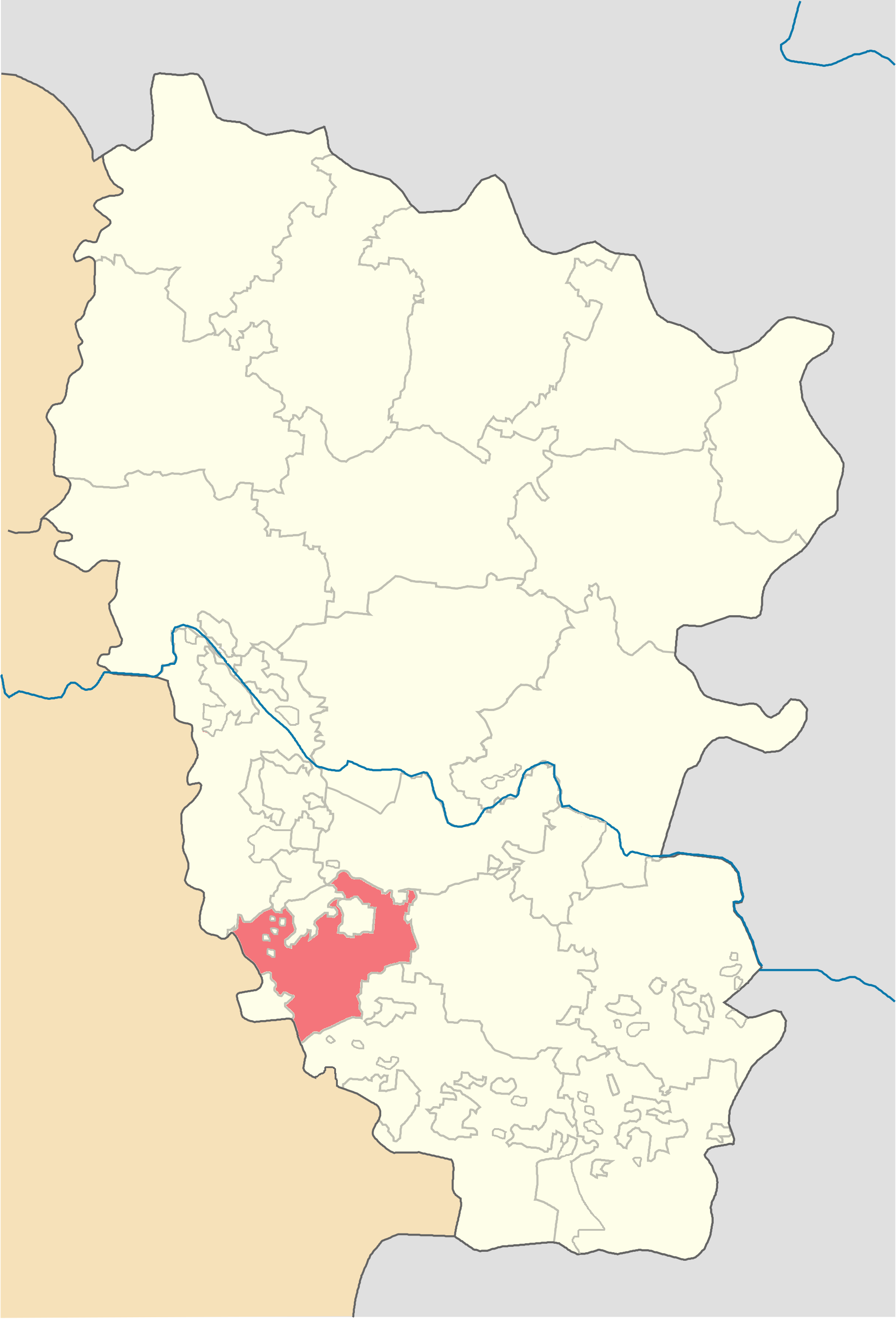
佩列瓦利斯克區在盧甘斯克州的位置

佩列瓦利斯克區（烏克蘭語：Перевальський район），曾是烏克蘭東部盧甘斯克州的一個區，行政中心設於佩列瓦利斯克，面積806.8平方公里，2020年人口数量为63,064人。
该区在2020年7月18日乌克兰行政区划改革时撤销，改革后卢甘斯克州的区份数量减至为8个。但是自2014年起该区不在乌克兰政府的控制下，而是在卢甘斯克人民共和国的控制下。卢甘斯克人民共和国继续使用该区作为行政单位。

## 人口
据2001年烏克蘭人口普查数据，该区的族裔结构为：
- 乌克兰族：56.7%
- 俄罗斯族：40.6%
- 白俄罗斯族：1.1%